# Шон Кроуфорд
Шон Кроуфорд  (англ. Shawn Crawford, 14 січня 1978) — американський легкоатлет, олімпійський чемпіон.

## Виступи на Олімпіадах
| Олімпіада  | Дисципліна              | Місце |
| ---------- | ----------------------- | ----- |
| Афіни 2004 | біг на 100 метрів       | 4     |
| Афіни 2004 | біг на 200 метрів       | 1     |
| Афіни 2004 | естафета 4 x 100 метрів | 2     |
| Пекін 2008 | біг на 200 метрів       | 2     |